# Cống dẫn nước ngầm Ba Tư
Cống dẫn nước ngầm Ba Tư hay Qanat Ba Tư là một di sản thế giới được UNESCO công nhận tại Iran. Nó được xây dựng trên khắp các vùng khô hạn của Iran, các khu định cư nông nghiệp được hỗ trợ bởi hệ thống qanat cổ đại khai thác các tầng ngậm nước ở đầu các thung lũng và dẫn nước dọc theo các đường hầm dưới lòng đất bằng trọng lực kéo dài hàng kilômét. Các qanat cung cấp bằng chứng đặc biệt cho truyền thống văn hóa và nền văn minh ở các vùng sa mạc có khí hậu khô cằn.

## Lịch sử
Hệ thống Qanat của Ba Tư có từ nhiều thế kỷ trước và hàng nghìn năm tuổi. Thành phố Zarach là nơi có hệ thống cống dẫn nước ngầm lâu đời nhất và dài nhất với 71 kilômét có tuổi đời ít nhất 3.000 năm. Qanat thường được sử dụng ở những nơi cao và được chia thành một mạng lưới phân phối gồm các kênh ngầm nhỏ hơn gọi là kariz khi đến thành phố. Trong kiến trúc Ba Tư truyền thống, kariz chính là mạng lưới bên trong cảnh quan đô thị, và cũng chính là hệ thống phân phối nước cuối cùng trước khi được con người sử dụng. Giống như qanat, những con kênh nhỏ hơn này nằm dưới mặt đất và được xây dựng nhằm tránh ô nhiễm và thất thoát nước do bay hơi khiến nước tại đây lý tưởng để uống vì không có nguy cơ ô nhiễm.
Nhưng với sự phát triển ngày càng tăng của Iran, ngay cả những qanat cũng không thể đáp ứng được nhu cầu sử dụng của cư dân. Một số cư dân giàu có bắt đầu xây dựng các bể chứa nước riêng được gọi là Ab anbar.
Vào giữa thế kỷ 20, ước tính có khoảng 50.000 qanat đã được sử dụng ở Iran, mỗi qanat được ủy quyền cho người dân địa phương sử dụng và duy trì. Trong số này, chỉ có 25.000 qanat vẫn còn được sử dụng tính đến năm 1980.
Một trong những qanat lâu đời nhất và lớn nhất được biết đến là ở thành phố Gonabad khi sau 2.700 năm nó vẫn là nguồn cung cấp nước uống và tưới tiêu nông nghiệp cho 40.000 cư dân. Giếng chính của nó sâu hơn 360 mét và tổng chiều dài của cống dẫn nước ngầm ở đây là 45 kilômét. Yazd, Khorasan và Kerman là những khu vực được biết đến có sự phụ thuộc vào hệ thống các qanat.
Năm 2016, UNESCO đã công nhận Qanat Ba Tư là di sản thế giới.

## Danh sách
Dưới đây là 11 hệ thống Qanat Ba Tư được công nhận tại Iran. Nó bao gồm các khu nghỉ chân, hồ chứa, đường dẫn nước ngầm, giếng nước
- Cống dẫn nước ngầm của Ghasabeh tại Razavi Khorasan
- Cống dẫn nước ngầm của Baladeh Ferdows tại Nam Khorasan
- Cống dẫn nước ngầm của Zarch tại Yazd
- Cống dẫn nước ngầm của Hasan Abad-e Moshir tại Yazd
- Cống dẫn nước ngầm của Ebrahim Abad tại Markazi
- Cống dẫn nước ngầm của Vazvan tại Isfahan
- Cống dẫn nước ngầm của Mozd Abad tại Isfahan
- Cống dẫn nước ngầm của Mặt Trăng tại Isfahan
- Cống dẫn nước ngầm của Gowhar-riz tại Kerman
- Cống dẫn nước ngầm của Jupār – Ghāsem Ābād tại Kerman
- Cống dẫn nước ngầm của Akbar Abad tại Kerman